# Y volveré
Y volveré es el nombre del segundo álbum de estudio grabado por la banda chilena Los Ángeles Negros. Fue lanzado al mercado por la empresa discográfica EMI Odeón en 1970 y contiene las canciones más conocidas de esta agrupación hasta la fecha, tales como «Y volveré» y «El rey y yo».
Fue el primer álbum en alcanzar el puesto número uno en la lista Hot Latin LPs in Los Angeles, inaugurada por la revista Billboard el 9 de diciembre de 1972. En abril de 2008, la edición chilena de la revista Rolling Stone situó a este álbum en el séptimo lugar dentro de los 50 mejores discos chilenos de todos los tiempos.
La canción «Y volveré», que da nombre al álbum, es un cover con otra letra de la canción «Emporte Moi», del cantante francés Alain Barrière.

## Lista de canciones

### Lado 1
1. Cómo quisiera decirte (Orlando Salinas) - 2:45
2. Mi niña (Scottie Scott) - 3:10[NOTA 1]
3. Ay amor (Oscar Cáceres - Luis Barragán)
4. El rey y yo (Osvaldo Geldres)[NOTA 2]
5. Yo sé que estás (Orlando Salinas)
6. Tanto adiós (Orlando Salinas) - 2:46

### Lado 2
1. Y volveré (Alain Barrière, letra al español Germaín de la Fuente) - 4:02
2. Por siempre (Luis Alarcón)
3. Mejor es morir, morir (Osvaldo Geldres)
4. Y buen viaje (Scottie Scott)[NOTA 2]
5. De otro brazo (Juan Carlos Gil - Carlos Alegría)
6. Murió la flor (Germaín de la Fuente - Nano Concha) - 3:25[NOTA 1]